# Живим за Крајину
Живим за Крајину је била регионалистичка политичка странка у Србији са центром у долини Тимока (позната као Тимочка Крајина) у источном делу земље. Њен лидер је био Бошко Ничић. Странка је освојила два мандата у Народној скупштини Србије на парламентарним изборима 2012. као део савеза Уједињени региони Србије (УРС).

## Историја
Бошко Ничић је основао странку „Живим за Крајину“ у Зајечару 2006. године. Странка се такмичила на парламентарним изборима 2007. на изборној листи Српског покрета обнове, који није прешао цензус за освајање места у скупштини. Након тога, Ничић се придружио лидерима других регионалистичких странака и Г17 плус како би створили Уједињене регионе Србије.
Листа УРС је освојила шеснаест мандата на парламентарним изборима 2012. године, а изабрана су два кандидата „Живим за Крајину“: Ничић, који је освојио четврто место на листи, и Иван Јоковић, који је био четрнаести. Ничић је поднео оставку на место у скупштини 5. септембра 2012. године, јер је био и градоначелник Зајечара и није могао да обавља двоструки мандат; његова замена је био Рајко Стевановић.
Уједињени региони Србије постали су јединствена политичка странка 2013. године, а све њене странке чланице, укључујући и „Живим за Крајину“, спојене су са њом на републичком нивоу. УРС није успео да пређе изборни цензус на парламентарним изборима 2014, изгубио је своје заступништво у скупштини и потом се распао. Ничић је касније довео „Живим за Крајину“ у савез са Демократском странком за парламентарне изборе 2016; Демократска листа је освојила шеснаест места у скупштини, а Ничић, који се појавио као највише рангирани члан своје странке на двадесет трећем месту, није враћен.
Ничић се придружио Српској напредној странци 2017, поневши са собом велики део чланства покрета „Живим за Крајину“.